# Zalema
Zalema ist eine autochthone Weißweinsorte aus dem Süden Spaniens. Dort wird sie hauptsächlich in der Weinbauregion Condado de Huelva in Andalusien kultiviert, wo sie immer noch mehr als 85 Prozent der Rebflächen belegt. Sie wird aber zunehmend durch höherwertige Sorten wie Palomino verdrängt. Die bestockte Fläche liegt bei ca. 8.500 Hektar (Stand 1998).
Die spätreifende Sorte liefert gleichmäßig hohe Erträge. Der Most der Sorte neigt zur Oxidation und wird deshalb zu sherryähnlichen Weinen verarbeitet.
Siehe auch den Artikel Weinbau in Spanien sowie die Liste von Rebsorten.

## Synonyme
Die Rebsorte Zalema (‚tiefer Bückling‘; abgeleitet vom arabischen Gruß salām) ist auch unter den Namen Ignobilis, Rebazo, Salemo, Salerno (in Tunesien), Zalemo und Zalemo rebazo bekannt.

## Ampelographische Sortenmerkmale
In der Ampelographie wird der Habitus folgendermaßen beschrieben:
- Die Triebspitze ist offen. Sie ist spinnwebig behaart und die Spitzen hellgrün gefärbt. Die gelblich-grünen Jungblätter sind ebenfalls nur spinnwebig behaart.
- Die kleinen bis mittelgroßen Blätter sind fünflappig und nur mäßig tief gebuchtet (siehe auch den Artikel Blattform). Die Stielbucht geschlossen. Das Blatt ist stumpf gezahnt. Die Zähne sind im Vergleich der Rebsorten mittelgroß. Die Blattoberfläche (auch Spreite genannt) ist glatt.
- Die konusförmige Traube ist mittelgroß, geschultert und mäßig dichtbeerig. Die rundlichen Beeren sind mittelgroß und von gelber Farbe, die bei Vollreife ins bernsteinfarbene wechselt. Die Beerenschale ist knackig fest.

Die Rebsorte reift ca. 30 Tage nach dem Gutedel und gilt somit im internationalen Vergleich als spät reifend.
Die Erträge der Sorte sind konstant hoch und erklären die Bedeutung. Zalema ist eine Varietät der Edlen Weinrebe (Vitis vinifera). Sie besitzt zwittrige Blüten und ist somit selbstfruchtend. Beim Weinbau wird der ökonomische Nachteil vermieden, keinen Ertrag liefernde, männliche Pflanzen anbauen zu müssen.